# Vladislav Karapuzov
Vladislav Aleksandrovič Karapuzov (in russo Владислав Александрович Карапузов?; Noril'sk, 6 gennaio 2000) è un calciatore russo, centrocampista del Pari Nižnij Novgorod.

## Caratteristiche tecniche
È un esterno destro.

## Carriera
Cresciuto nel settore giovanile della Lokomotiv Mosca, nel 2018 è stato ceduto in prestito al Kazanka Mosca con cui ha debuttato fra i professionisti disputando l'incontro di seconda divisione perso 2-1 contro lo Znamja Truda. Il 27 agosto 2019 è stato acquistato a titolo definitivo dalla Dinamo Mosca.